# Линдт, Рудольф
Рудольф Линдт (нем. Rudolf Lindt; 16 июля 1855, Берн — 20 февраля 1909, Берн) — швейцарский предприниматель, основатель компании Lindt, которая специализируется на выпуске шоколадных конфет и шоколада.

## Биография
Линдт родился 16 июля 1855 года в Берне, Швейцария, в семье фармацевта и политика Иоганна Рудольфа Линдта и его жены Амалии Эуджении Сальчли (итал. Amalia Eugenia Salchli). В 1873 году он поступил стажёром в кондитерскую компанию Amédée Kohler & Fils в Лозанне, где проработал два года. После этого он вернулся в Берн, где несколько лет спустя основал свою собственную шоколадную фабрику.
В том же году Линдту удалось улучшить качество производимого шоколада: он изобрёл конширующую машину или конш — устройство для равномерного перемешивания, повышающего качество шоколада. Кроме того, Линдт активно использовал при производстве шоколада какао масло, которое добавлял к какао-бобам (однако, в этом вопросе он не имел абсолютного первенства). Изобретение конширующей машины и использование масла какао позволили Линдту заложить основы процветания своей компании.
В 1899 году Линдт продал свою фабрику и секрет конширования компании «Chocolat Sprüngli AG», которая с тех пор продолжает его дело под брендом Chocoladefabriken Lindt & Sprüngli AG (сокращённо Lindt). Сделка, заключённая в 1899 году, обошлась компании Sprüngli в полтора миллиона швейцарских франков золотом — весьма значительная сумма денег на тот момент.